# 春竹新道停留場
春竹新道停留場（はるたけしんみちていりゅうじょう）は、かつて熊本県熊本市にあった熊本市交通局春竹線に属した電停（廃駅）である。

## 構造
南熊本駅北側の「南熊本交差点」付近に交差点を挟んで相対式2面2線があった。

## 歴史
- 1929年（昭和4年）6月20日 辛島町（分岐点） - 春竹（現・南熊本）間を開業と共に「春竹町二ノ井出」（＝はるたけまち・にのいで）電停として開業
- 1943年（昭和18年）12月28日 「春竹二ノ井手」（春竹町二ノ井出より改称、年月日不明）を廃止
- （年月日不明） 旧の春竹二ノ井手を春竹新道として復活
- 1970年（昭和45年）5月1日 辛島町 - 南熊本間の全線を廃止伴い当駅も廃駅となる[1]。

## 現在
国道266号と熊本県道104号熊本浜線の一部になっている。

## 隣の停留場
熊本市交通局
春竹線
春竹町電停 - 春竹新道電停 - 南熊本駅前電停